# Фалчинето Кастракане (Пезаро и Урбино)
Фалчинето Кастракане је насеље у Италији у округу Пезаро и Урбино, региону Марке.
Према процени из 2011. у насељу је живело 68 становника. Насеље се налази на надморској висини од 40 м.